# 石上慧
石上 慧（いしがみ けい、1983年7月2日 - ）は、日本の俳優。

## 人物・来歴
東京都品川区出身。身長170cm、体重56kg。
中学生まではサッカーに興じていたが、幼い頃にみた舞台に憧れ、高校時代から演劇を始める。恵まれた容姿と抜群の運動能力が特長。ストリート系のダンスを得意とする。
趣味はロッククライミング、読書。

## 出演舞台
- 「なまけもの百科事典」 - 王子小劇場（小林顕作 作・演出・振付）
- 「FLOWERS」 - 青山円形劇場（田村孝裕 作、坂口芳貞 演出）
- 「CHUJI」 - 銀座博品館劇場（脇組 作・演出）2011年5月
- 「念友・本能寺」 - 前進座劇場（小野真一 作・演出）2011年12月

| スタブアイコン | サブスタブ | この項目は、まだ閲覧者の調べものの参照としては役立たない、俳優（男優・女優）に関連した書きかけの項目です。この項目を加筆・訂正などしてくださる協力者を求めています（P:映画/PJ芸能人）。 |